# Kazimierz Sikorski (generał)
 Kazimierz Sikorski  (ur. 13 sierpnia 1951, w Czaplinku) – generał brygady SZ RP; doktor nauk wojskowych; zastępca dyrektora Departamentu Zwierzchnictwa Prezydenta RP nad Siłami Zbrojnymi w Biurze Bezpieczeństwa Narodowego (2002–2004); Attaché Obrony, Wojskowego, Morskiego i Lotniczego w Waszyngtonie (2004–2007).

## Życiorys
Kazimierz Sikorski urodził się  13 sierpnia 1951] w Czaplinku.

### Wykształcenie
Absolwent: 
- Wyższa Szkoła Oficerska Wojsk Łączności w Zegrzu (1973)[1];
- Wojskowa Akademia Łączności ZSRR w St. Petersburg (1984)[2];
- Akademia Sztabu Generalnego, Warszawa (1996–1989)[3];
- Szkoła Wojenna Sił Lądowych USA, Carlisle, PA, USA (1993–1994)[4];
- Akademia Obrony NATO, Rzym (2000)[5];
- Uniwersytet Warszawski (2004)[6];
- Instytut Zarządzania Programami Pomocowymi w Dziedzinie Bezpieczeństwa, Wright-Patterson AFB, USA (2005)[7].

### Służba wojskowa
W 1973 po promocji został skierowany do 8 pułku zakłóceń radiowych, gdzie dowodził plutonem zakłóceń KF i kompanią dowodzenia. W 1980 uczestniczył w misjach pokojowych ONZ (Egipt, UNEF oraz  Syria, UNDOF 1980). W 1981 w drodze wyróżnienia został skierowany na studia w Wojskowej Akademii Łączności ZSRR i po jej ukończeniu w 1984 roku został wyznaczony na starszego oficera Oddziału Walki Radioelektronicznej w Zarządzie Operacyjnym Sztabu Generalnego WP (1984). W latach 1986–1993 jako doktorant pełnił służbę na stanowisku adiunkta personelu dydaktyczno-naukowego Akademii Obrony Narodowej, jako pracownik dydaktyczno-naukowy uczestniczył w wielu projektach naukowo-badawczych prowadzonych w Akademii Obrony Narodowej, opublikował kilkadziesiąt opracowań, a jako członek Rady Redakcyjnej kwartalnika The Journal Of Slavic Military Studies, Franc Cass, Londyn popularyzował polską myśl w „zachodnich” kręgach wojskowych. W okresie tym uczestniczył w działalności Polskiego Towarzystwa Cybernetycznego (1987–1993), Polskiego Instytutu Spraw Międzynarodowych (1989–1993) oraz AFCEA (Association for Communications and Electronic Awareness. Następnie był głównym specjalistą ds. integracji z europejskimi systemami bezpieczeństwa w Departamencie Systemu Obronnego MON (1994).  
W roku 1996 został powołany do międzynarodowego sztabu i  kierował zespołem  w Sekretariacie Sekretarza Stanu MON odpowiedzialnym za organizację pierwszej na terytorium Polski międzynarodowej konferencji NATOwskiej wysokiego szczebla — XIII. Warsztatów NATO w Warszawie. Następnie pracował na stanowisku radcy ambasady RP w Brukseli – szefa wydziału polityki obronnej oraz współpracy wojskowej z NATO i UZE (1996), Zastępcy Polskiego Przedstawiciela Wojskowego w Komitecie Wojskowym NATO (1998), Doradcy Szefa Biura Bezpieczeństwa Narodowego (2002). W latach 1997–2002 członek Rady Dyrektorów belgijskiej części tej organizacji – Chapter 156. W 2002 został wyznaczony na stanowisko zastępcy dyrektora Departamentu Zwierzchnictwa Prezydenta RP nad Siłami Zbrojnymi w Biurze Bezpieczeństwa Narodowego. W tym samym roku awansowany na stopień generała brygady.
W latach 2004–2007 Attaché Obrony, Wojskowego, Morskiego i Lotniczego w Waszyngtonie. 
Pełniąc znaczną część służby wojskowej w środowisku międzynarodowym na kierowniczych stanowiskach w polskich przedstawicielstwach wojskowych i dyplomatycznych, uczestniczył w wypracowywaniu porozumień oraz strategicznych dokumentów w dziedzinie obronności i bezpieczeństwa narodowego dotyczących współpracy Polski z NATO, UE i USA, a także w koordynowaniu sojuszniczej współpracy Resortu Obrony Narodowej. 

### W rezerwie

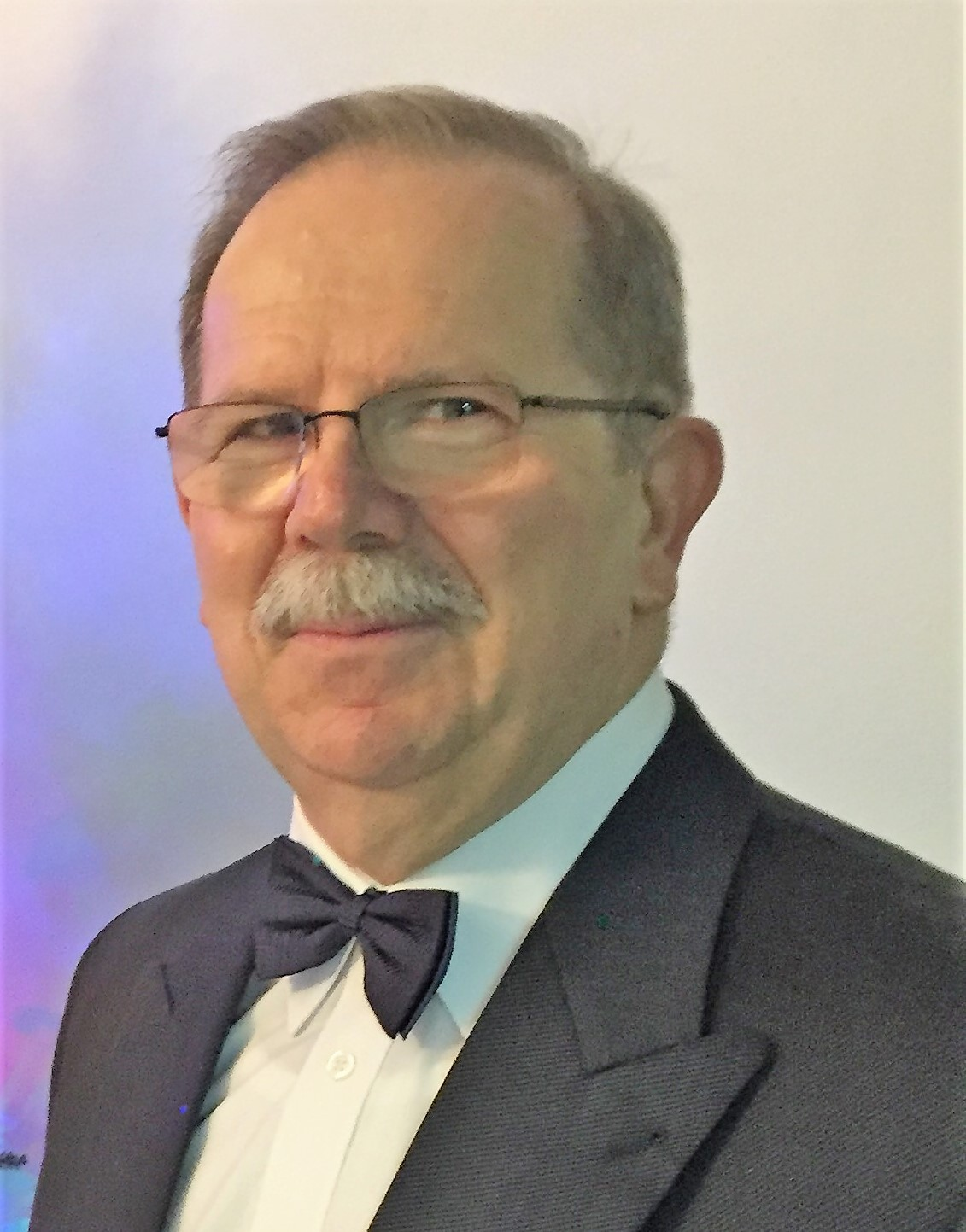
dr Kazimierz Sikorski (2016)

W 2008 po przeniesieniu do rezerwy pracował na stanowiskach: doradcy Rzecznika Praw Obywatelskich ds. obronności kraju i ochrony praw żołnierzy, Sekretarza Naukowego Instytutu Bezpieczeństwa Krajowego WSZP w Warszawie (2009–2010), a następnie dyrektora Departamentu Analiz Strategicznych BBN (2010–2015). W latach 2010–2015, jako dyrektor departamentu w BBN, był odpowiedzialny między innymi za: monitorowanie bieżącej sytuacji oraz strategicznych warunków bezpieczeństwa międzynarodowego i narodowego, oraz przygotowywanie dla Prezydenta RP i Szefa BBN raportów zawierających średnio i długofalowe analizy, syntezy i prognozy w tej dziedzinie, za współpracę BBN z podmiotami międzynarodowymi (m.in. warsztaty strategiczne w ramach Grupy Wyszegradzkiej, Trójkąta Wejmarskiego oraz z Państwami Bałtyckimi, konferencje Wysokich Przedstawicieli ds. Bezpieczeństwa Państw UE),  przygotowanie i koordynowanie pierwszego Strategicznego Przeglądu Bezpieczeństwa Narodowego oraz opracowanie i opublikowanie jego rezultatów, w tym Białej Księgi Bezpieczeństwa Narodowego RP, a także za wkład BBN w prace nad Strategią Bezpieczeństwa Narodowego, opiniowanie projektów dokumentów strategicznych zatwierdzanych przez Prezydenta RP i przygotowywanie materiałów merytorycznych na posiedzenia Rady Bezpieczeństwa Narodowego. Członek Komitetu Prognoz przy Prezydium Polskiej Akademii Nauk – członek Prezydium Komitetu (od 2013-2023), przewodniczący Zespołu Bezpieczeństwa i Rozwoju Człowieka (od. 2017). 
Jest żonaty i ma dwie córki. Zainteresowania: turystyka, żeglarstwo, fotografia i ogrodnictwo.

## Awanse[1]
- podporucznik – 1973
- porucznik – 1976
- kapitan – 1980
- major – 1985
- podpułkownik – 1988
- pułkownik – 1993
- generał brygady – 2002[17]

## Ordery, odznaczenia i wyróżnienia
- Krzyż Kawalerski Orderu Odrodzenia Polski – 1999[1]
- Złoty Krzyż Zasługi[1]
- Złoty Medal za Długoletnią Służbę – 2015[potrzebny przypis]
- Medal Pro Memoria – 2007[potrzebny przypis]
- Legia Zasługi, USA – 2009[18]

i inne